# HD 223807
HD 223807 (h² Aquarii) é uma estrela na direção da Aquarius. Possui uma ascensão reta de 23h 52m 50.49s e uma declinação de −08° 59′ 48.1″. Sua magnitude aparente é igual a 5.76. Considerando sua distância de 612 anos-luz em relação à Terra, sua magnitude absoluta é igual a −0.61. Pertence à classe espectral K0III.